# Anna Výrubova

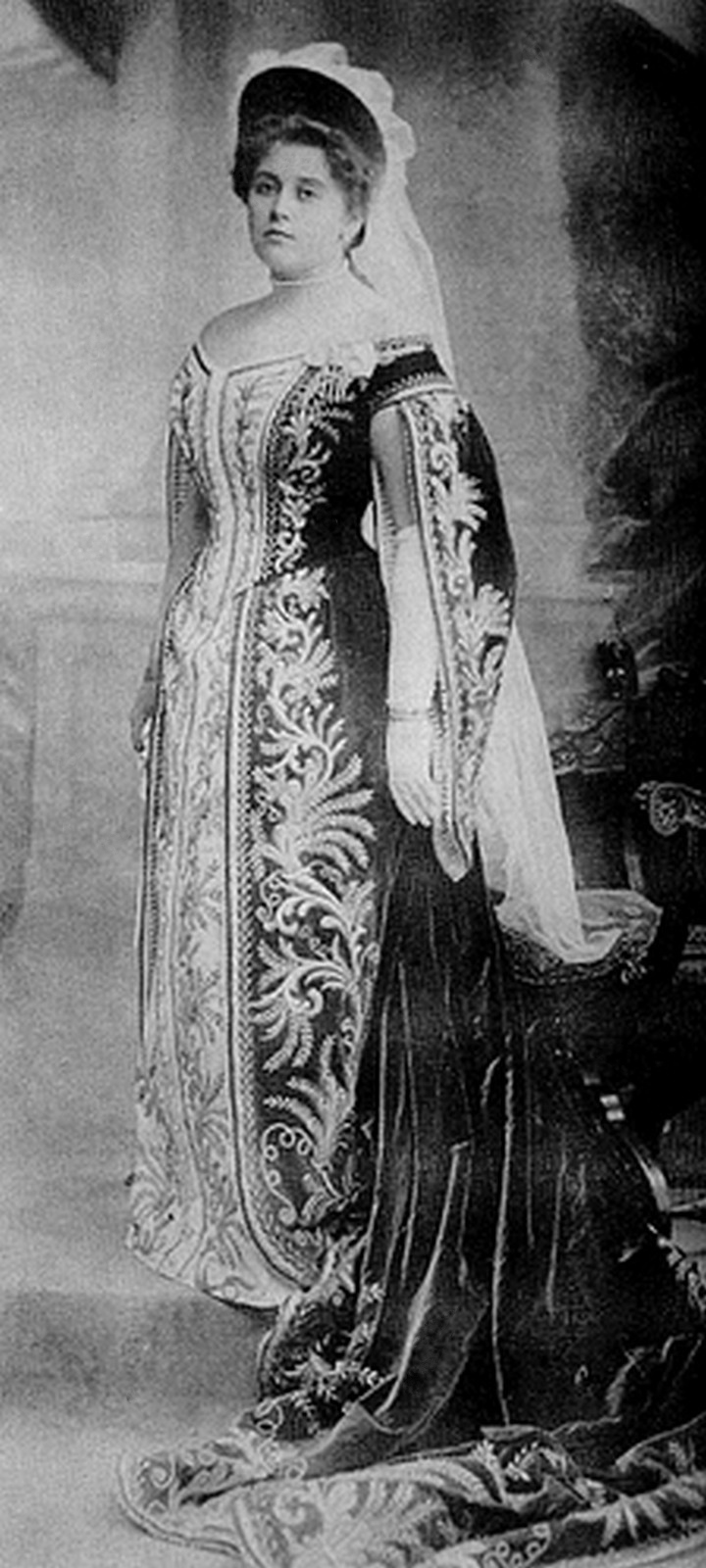
Anna Výrubova.

Anna Aleksándrovna Výrubova (en ruso : Анна Александровна Вырубова; Lomonósov, 16 de julio de 1884 – Helsinki, 20 de julio de 1964) fue una dama de honor, amiga y confidente de la zarina Alejandra Fiódorovna Románova.

## Primeros años

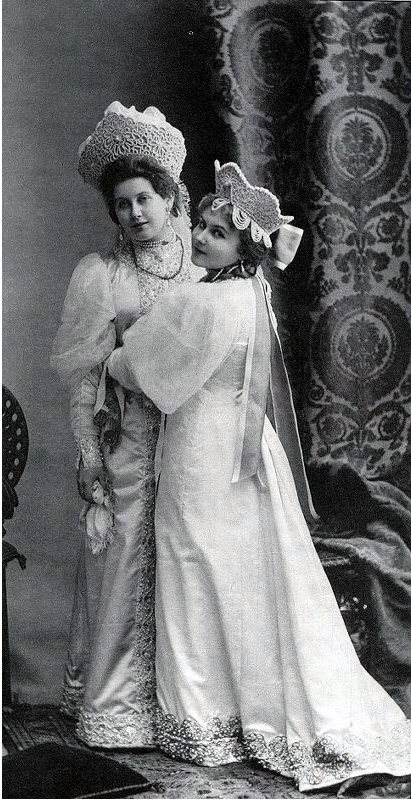
Anna Výrubova y su hermana Aleksandra vestidas para un baile en 1903.

Anna era la hija mayor de Aleksandr Tanéyev (no confundir con el compositor Serguéi Tanéyev). Su madre, Nadezhda Tolstáya, procedía de una de las más notables familias rusas. Debido a esta ascendencia, Anna entró en la vida de la corte muy pronto. Ella tenía dos hermanos más jóvenes: Serguéi y Aleksandra.
Durante su infancia, fue amiga del príncipe Félix Yusúpov, el hombre destinado a matar a Rasputín. Yusúpov consideraba a Anna como poco atractiva y así la definía:

Anna, la mayor de los Tanéyev, era alta y gorda, tenía la cara ancha y pálida, sin ningún tipo de encanto. A pesar de no ser muy inteligente, era astuta e ingeniosa.  Fue bastante difícil encontrar un marido para Anna. Nadie podía prever que esa mujer poco atrayente sería un día amiga íntima y genio malévolo de la zarina. Esa fue en gran parte la causa por la que Rasputin ascendió de posición en la corte.
Tomado del libro La Pasión de una Vida. Nicolás y Alexandra: Su Propia Historia.

## Vida en la corte

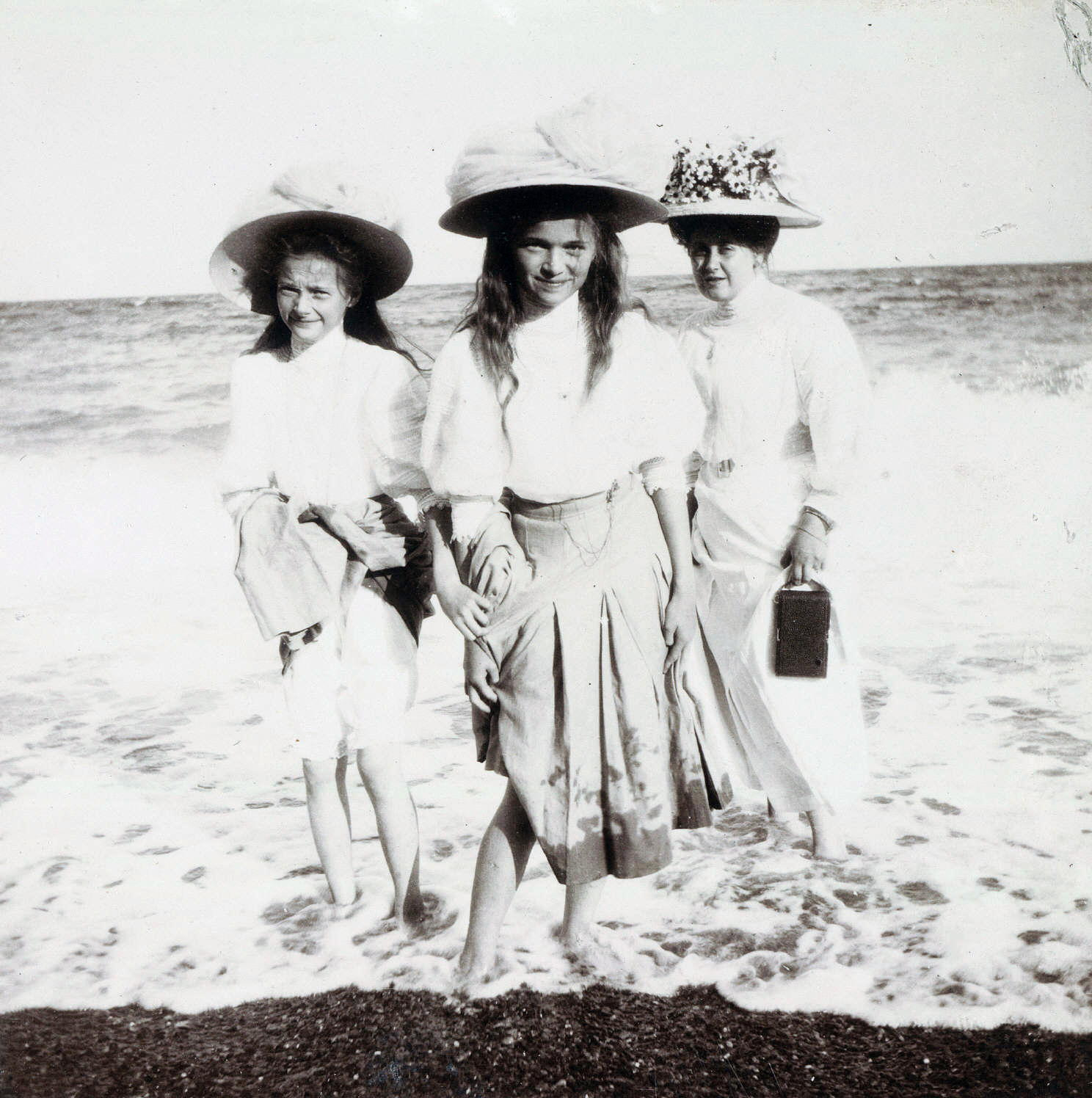
Anna Výrubova en la playa con las Grandes Duquesas Tatiana, izquierda, y Olga Nikoláievna de Rusia. Cortesía: Beinecke Library.

La zarina valoraba la devoción que Anna tenía por ella y se hizo su mejor amiga, ignorando a otras mujeres de la corte de mayor distinción e inteligencia. Anna se casó con Aleksandr Vasílievich Výrubov, un oficial de Marina, a pesar de que Rasputín predijo que sería un matrimonio infeliz.
La pareja finalmente se divorció. La madre de Anna llegó a decir tras la Revolución Rusa, que el marido de su hija era “completamente impotente, con una psicología sexual extremadamente perversa, que se manifestaba en varios episodios sádicos en los que infringía un gran sufrimiento moral provocado por sentimientos enfermizos.
Durante la Primera Guerra Mundial, Anna fue enfermera de la Cruz Roja, junto a la zarina Alejandra y sus dos hijas mayores, las grandes duquesas Olga y Tatiana. En enero de 1915, Anna fue gravemente herida en un accidente ferroviario, llegando a decirse que se salvó gracias a las oraciones de Rasputín.

## Vida en el exilio

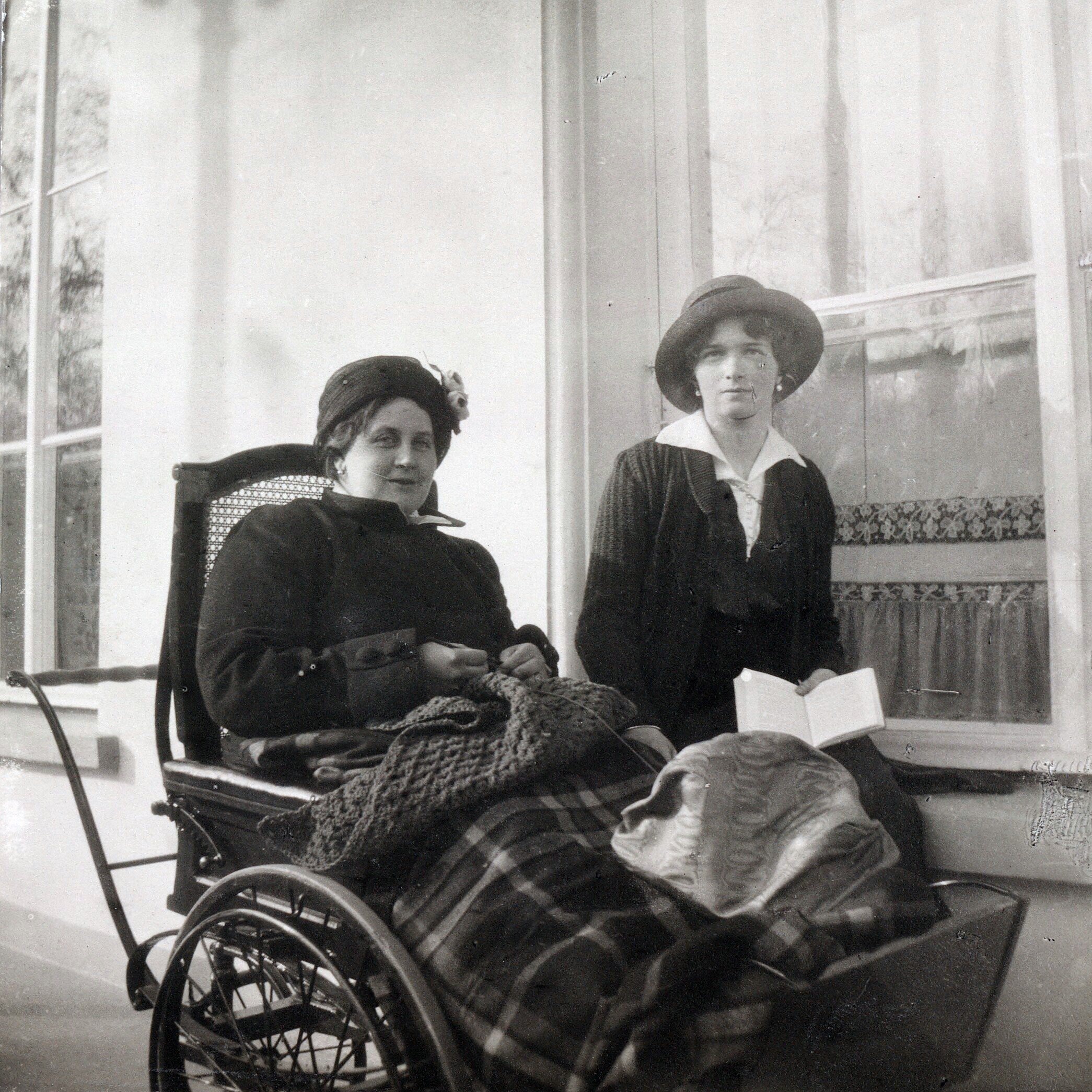
Anna Výrubova, convaleciente en silla de ruedas, con la Gran Duquesa Olga Nikoláievna en 1916. Cortesía: Beinecke Library.

Tras la Revolución Rusa, Anna fue detenida y sometida a un examen médico para probar su lucidez mental. El investigador principal llegó a la conclusión de que Anna era demasiado ingenua y poco inteligente como para tener cualquier tipo de influencia sobre la zarina; por lo que los soviets la liberaron de la prisión, para huir posteriormente a Finlandia.
Antes de abandonar Rusia en 1920, Anna se hizo amiga del escritor revolucionario Máximo Gorki, al que pidió que le escribiese sus memorias. El libro, titulado “La Vida en la Corte Rusa”, ofrece un panorama excepcional  de la vida del zar y su familia.
Anna pasó el resto de sus días en Viipuri y más tarde en Helsinki. Se convirtió en monja de la Iglesia ortodoxa, pero se le dio permiso para vivir en su casa debido a las pésimas condiciones de salud en que se encontraba. 
Anna murió en 1964, a los 80 años de edad. Su tumba se encuentra en la sección ortodoxa del cementerio de Hietaniem en Helsinki.

## Obras
- Memorias de la corte rusa (1920).
- Esplendor y ocaso de los Romanov (1930).